# Леон Цукерт
Леон Цукерт (4 травня 1904 року — 29 травня 1992 року)  — канадський композитор,  диригент, аранжувальник, скрипаль, альтист і радіопіонер українського походження. Був одружений з поетесою Еллі Бобров, з якою спільно працював над багатьма піснями.

## Біографія

### Ранні роки життя та освіта
Цукерт народився в місті Полтава, Україна, в єврейській родині. З 1916 по 1918 рік Цукерт вивчав скрипку у Бориса Бродського в школі Імператорського музичного товариства в Полтаві. Під час російської революції його батько був заарештований і помер у в'язниці; сім’я переїхала до Польщі.

### Кар'єра
У Польщі, Цукерт працював на лісозаготівлі, а потім як віоліст, граючи спочатку в кафе, а згодом — у військовому оркестрі. 
Згодом переїхав до Аргентини, де прожив шість років, граючи музику для супроводження кінопоказів, а також у симфонічному оркестрі. 
У 1929 році Іммігрував до Канади, приєднавшись до родини в Торонто, де короткий час грав на скрипці в радіооркестрі. 
Згодом переїхав у Вінніпег, штат Манітоба, де грав у симфонічному оркестрі Вінніпега. 
У 1930-х роках провів радіо-шоу скрипкової та фортепіанної музики «До дикої троянди» для CBC (тоді відомого як CRC, або Канадська комісія радіо) . Організував 16-інструментний ансамбль «Лос Памперос», яким керував під час шоу, аранжуючи більшу частину музики самостійно.
Пізніше Цукерт здійснив гастролі з рядом оркестрів, сценічних компаній та танцювальних колективів Канадою та США. 
Грав із симфонічним оркестром Торонто з 1951 по 1956 рік. 
У 1963-1965 і 1967–1969 роках був помічником диригента та головним скрипалем Симфонічного оркестру Галіфакса.
У 1974 році CBC доручив йому створити «Фантазію українських тем», прем'єра якої відбулася в рамках фестивалю Століття Вініпегу. Йому також було доручено створити оркестрову обробку «Теделя» «Ходель», яку виконав ансамбль Симфонічного оркестру Торонто.
Вийшов на пенсію у Торонто, де і помер 29 травня 1992 року.

## Вибрані твори
- «Квінтет де ла Луна де Мар»[11].
- «The Quetico» — саундтрек до симфонічного сюїту[12]
- По циганських стежках (CD)
- «Фантазія на українські теми»
- «У сяйві північного сяйва» (ораторія)